# Gepus buxtoni
Gepus buxtoni är en insektsart som beskrevs av Morton 1921. Gepus buxtoni ingår i släktet Gepus och familjen myrlejonsländor. Inga underarter finns listade i Catalogue of Life.